# 貸本劇画
貸本劇画（かしほんげきが）は、貸本文化から生まれた若手漫画家のムーブメントであり、その後の流行語となった劇画の創成期を表す言葉である。なお、「劇画」の命名は辰巳ヨシヒロによってなされた。

## 概要
国内外のアクション映画などの影響を受けたアクション劇画を発展させ、最盛期には辰巳、さいとう・たかをを中心として劇画工房という漫画家団体を組織した。従来の少年漫画に対抗してアクション性の高いストーリー漫画を「劇画」と呼び、数人の漫画家による書き下ろしアンソロジー形式の単行本『影』『街』などを中心に1960年前後に貸本店で人気を博した。
その後、テレビの普及等の社会の変化に加え、雑誌全体の発行部数の増加、週刊少年漫画誌の定着、青年漫画誌の登場などの理由により貸本漫画全体が衰退、兎月書房など貸本劇画を支えた出版社が倒産した。その後、青年漫画誌や少年漫画誌にほとんどの漫画家が移り、桜井昌一（辰巳の実兄）のように異業種に転身した者もいた。
主な漫画家はさいとう・たかを、佐藤まさあきなど。当時の傾向として漫画家一人一人が代表的な主人公を創造してシリーズ化していることがある。さいとう・たかをの台風五郎シリーズ、佐藤まさあきの影男シリーズ、横山まさみちの独眼探偵シリーズ、南波健二のタックル猛牛シリーズ、江波譲二のトップ屋ジョーシリーズ、都島京也の猫シリーズなどの各シリーズはそれぞれが20巻を越えるヒット作となっている。
貸本劇画は、手塚治虫主宰の『COM』や白土三平主宰の『ガロ』、『ビックコミック』などの漫画専門雑誌の原点でもあり、それ以前の「漫画は子供の読むもの」という風潮を脱却し、青年層への漫画の定着の嚆矢となった。
なお、同時代に貸本漫画界で活躍していたことから白土三平、小島剛夕、水木しげる、つげ義春、モンキー・パンチ、バロン吉元などの漫画家を貸本劇画出身と見なす場合もある。